# Theaitetos (Platon)
Acest articol este despre Dialogul Theaitetos scris de Platon. Pentru matematicianul grec vezi Theaetetus (matematician).
Theaitetos sau Teetet (în greacă veche Θεαίτητος) este un dialog scris de Platon.
Dialogul aparține perioadei de bătrânețe a evoluției platonismului alături de Parmenide, Sofistul, Omul politic, Timaios, Critias, Philebos, Legile. Se poate afirma că odată cu acest dialog, Platon trece de la gândirea de tip matematic la gândirea de tip dialectic.1
În Theaitetos Platon cercetează procesul subiectiv al cunoașterii, la care se ajunge prin critica unor pseudo-cunoașteri. Acestea din urmă, având un caracter de exemplu negativ, pot doar reflecta calea spre adevărata cunoaștere. Din această perspectivă, Theaitetos este „un dialog criticist cu care începe redimensionarea sistemului platonician, o «critică a rațiunii pure» a antichității grecești”.2
Fiind un dialog axat pe problema cunoașterii, ce alt personaj ar fi fost mai potrivit pentru a o lămuri, decât Socrate? Platon apelează din nou ca și în alte dialoguri la Socrate „pentru ca prin el să se evidențieze întreaga forță negativă și distructivă a artei maieuticii”.3 „În dialogul Theaitetos este reintrodus cu un rol semnificativ Socrate, filosoful existenței subiective, al omului, pentru a lua poziție în favoarea unei alte cauze, insuficiența cunoașterii înțeleasă ca pură subiectivitate”. 4
Conținutul dialogului este construit pe o temă din sfera cercetării lui Socrate și anume cea a științei. Prin modul în care Socrate conduce discuția și felul în care Theaitetos răspunde, dialogul demonstreză că nu este posibilă definirea științei prin prisma unei cunoașteri subiective.
Pentru a putea înțelege acest dialog este necesară evidențierea gnosologiei platoniciene; ea este formată din: opinia (gr. doxa) – cunoașterea lumii sensibile și știința (gr. episteme) – cunoașterea lumii inteligibile. Se poate ajunge la cunoașterea adevărată prin trecerea de la doxa la episteme; acest lucru este subliniat încă din prima parte a dialogului Theatetos, când Socrate respinge rând pe rând toate definițiile lui Theaitetos cu privire la știință, pe motiv că ele nu fac nici o trimitere la lumea ideilor sau la existența în sine.

## Ce este cunoașterea?
Socrate, cercetând prin propria metodă, cea a maieuticii, problema cunoașterii, îi adresează lui Theaitetos întrebarea în jurul căreia gravitează întregul dialog: Ce este cunoașterea ?
Theaitetos răspunde acestei întrebări identificând rând pe rând cunoașterea cu: senzația, opinia adevărată, opinia adevărată însoțită de rațiune.
Discuția se dă între Theaitetos, un tânăr înzestrat cu inteligență, discernământ și talent pentru matematică și Socrate, care afirma clar că el nu este capabil de creativitate, de noutate conceptuală, el poate doar stimula partenerul de dialog să fie creativ, să producă cunoaștere sub presiunea întrebărilor și analizelor de răspuns, ale lui.
Socrate întreabă ce ar putea fi cunoașterea, dar nu acceptă răspunsuri particulare, el vrea să i se răspundă ce este 'cunoașterea în sine' adică acea ipotetică 'cunoaștere cunoscătoare de sine', care înglobează toate felurile de cunoașteri. Primul răspuns sugerează că 'senzația este cunoaștere', senzația oferind omului întreaga realitate cu formele, evenimentele și calitățile ei.
Socrate replica spunând că oamenii au senzații diferite în aceleași situații, funcție de starea sănătății lor, de dispoziția momentană, de pregătirea lor profesională și de alte condiții, așadar nu senzația aduce cunoașterea autentică. Pe de altă parte simțurile nu se califică unele pe altele, nu se caracterizează funcțional, nu conceptualizează percepțiile, nu realizează 'existența conceptuală' a  formelor, asta însemnând probabil că nu semnifică și conștientizează semnificarea realității. Tânărul Theaitetos caută noi răspunsuri și declară că numai 'sufletul' permite cunoașterea corectă, el fiind partea din uman care construiește și operează cu sensurile cuvintelor, care raționează prin intermediul limbajului producând discursuri asupra tuturor aspectelor realității. Așadar cunoașterea este 'opinie corectă' este construcție lingvistică a realității. Odată stabilit ca opinia corectă este cunoaștere, Socrate trece la verificarea plauzibilității noii definiții. Verificarea calității noii variante 'semnificație cunoaștere' se face încercând să se stabilească posibilitatea apariției 'falsei cunoașteri' în opinie. Cu alte cuvinte Socrate vrea să înțeleagă mecanismul prin care oamenii propun construcții false asupra diferitelor subiecte. Socrate afirma că odată ce un individ știe ceva, el nu poate emite o opinie falsă. Argumentarea este că cel ce știe un anume fapt, îl știe cu precizie și nu se poate înșela asupra a cea ce știe, astfel încât nu poate oferi o cunoaștere nepotrivită în locul alteia corecte. De asemeni cel ce nu știe, nu poate lua ceva ce nu știe, drept altceva ce nu știe, rezultând că nici în spațiul ignoranței nu este loc pentru confuzie între diferite necunoașteri și asimilarea unei necunoașteri drept altă necunoaștere. În concluzie opinia falsă ar trebui să fie imposibilă, cât timp cunoscătorul discerne corect între cele ce știe, ca și între cele ce nu știe, neconfundându-le între ele în nici un domeniu. Aici ar fi de discutat afirmația Socratic-Platonică asupra posibilității orientării și discernământului în spațiile ignoranței, adică a imposibilității identificării unei necunoașteri drept altă necunoaștere, dar lăsăm subiectul neaprofundat, pentru a nu introduce comentarii nerelevante.
Pentru a salva posibilitatea apariției opiniei false Socrate, cel care se declara incapabil de noutate, dar furnizează toate schimbările de direcție a dialogului și toate variantele răspunsurilor, mai propune o cale de scăpare din impas, punând apariția falsului în opinie, pe seama calității memoriei umane, care neîmpregnându-se corect în unele situații cu amprente senzoriale de realitate, duce la confundarea a două amintiri între ele și la luarea unei senzații-cunoașteri drept alta.
Judecată critic și această cale de scăpare din impas se dovedește falsă. Se mai propune varianta în care subiectul posedă mai multe cunoașteri corecte, dar uneori îi lipsește din diferite cauze capabilitatea discernerii lor corecte, astfel încât el ia o cunoaștere drept alta, dar nici această presupunere nu rezistă criticii. Theaitetos spune că el a auzit cândva că 'opinia însoțită de înțeles', ar aduce cunoașterea adevărată.
Se discută asupra a cea ce ar trebui să fie 'înțelesul adăugat opiniei' și se ajunge la concluzia că de fapt înțelesul este un proces aducător de cunoaștere, așadar 'cunoașterea' ar fi opinie însoțită de primirea de cunoaștere, definiție circulară care evident nemulțumește pe Socrate.
Dialogul se încheie într-o notă de indecizie, negăsindu-se o definiție mulțumitoare asupra a cea ce ar putea fi acea 'cunoaștere în sine', cunoașterea care nu caracterizează nici un proces cognitiv particular.